# Pierre Royer
Pour les articles homonymes, voir Royer.
Pierre Royer, né le 13 juin 1917 et mort le 20 janvier 1995, est un pédiatre et néphrologue français ayant eu une carrière hospitalo-universitaire à Paris. Élève de Robert Debré, il est l'un des fondateurs de l’école française de pédiatrie.

## Biographie
Son ouvrage Néphrologie pédiatrique, réédité pour sa troisième version en 1994 est pendant plusieurs décennies l'ouvrage de référence dans cette discipline dont il est considéré comme le fondateur.
Élève de Robert Debré, il lui consacre la rédaction d'un article dans l'encyclopédia Universalis.

## Travaux
À côté de son ouvrage néphrologie pédiatrique, rédigé avec son équipe et publié pour la première fois en 1973, il est aussi l'auteur de recherches en endocrinologie, spécialité à laquelle il apporte un éclairage original sur des sujets tels que  l'hypoaldostéronisme héréditaire, l'hypercalciurie idiopathique avec nanisme, l'insuffisance en hormone de croissance et les troubles métaboliques liés à l'insuffisance thyroïdienne. Il co-publie avec P. Fourman Calcium metabolism and the bone alors qu'il se penche sur les troubles du métabolisme du calcium.